# Osumiliet

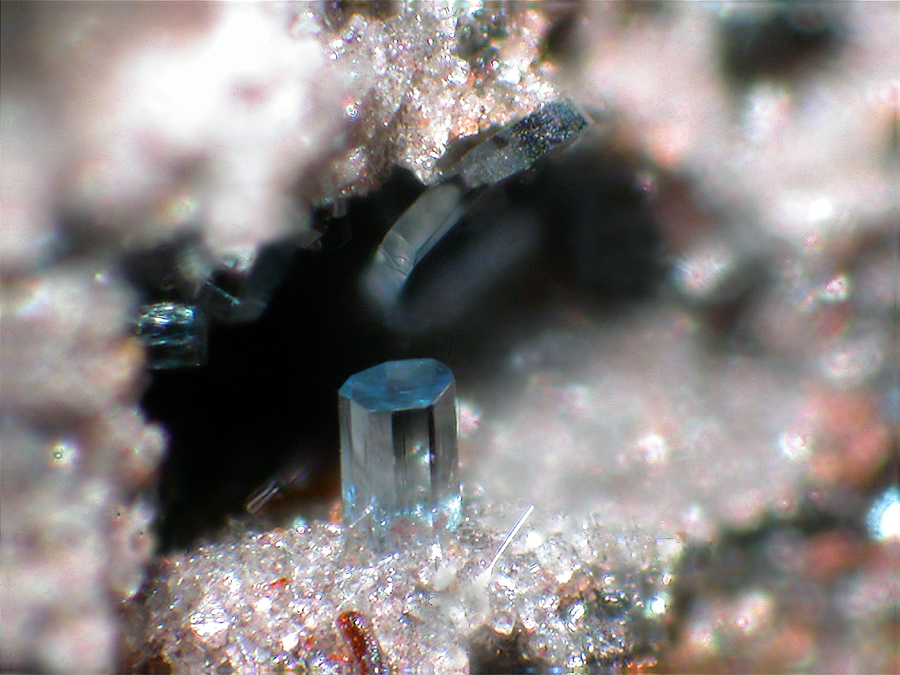
Osumiliet

Het mineraal osumiliet is een kalium-natrium-ijzer-magnesium-aluminium-silicaat met de chemische formule (K,Na)(Fe2+,Mg)2(Al,Fe3+)3(Si,Al)12O30. Het behoort tot de cyclosilicaten.

## Eigenschappen
Het doorschijnend (licht)blauwe, groene, bruine of zwarte osumiliet heeft een glasglans en het mineraal kent geen splijting. De gemiddelde dichtheid is 2,64 en de hardheid is 5 tot 6. Het kristalstelsel is hexagonaal en de radioactiviteit van het mineraal is nauwelijks meetbaar. De gamma ray waarde volgens het American Petroleum Institute ligt, afhankelijk van de exacte chemische samenstelling, tussen de 39,77 en 41,16.

## Naamgeving
Het mineraal osumiliet is genoemd naar de plaats waar het voor het eerst beschreven werd, de provincie Osumi in Japan.

## Voorkomen
Het mineraal osumiliet komt met name voor in felsische stollingsgesteenten. De typelocatie is de historische provincie Osumi in Sakkabira, Kyushu, Japan. Het mineraal wordt ook gevonden in de Cava Fontana, Monte Arci, nabij Cagliari, Sardinië, Italië.